# Eddie Southern
Eddie Southern (Dallas, Texas, 4 de enero de 1938-17 de mayo de 2023) fue un atleta estadounidense, especializado en la prueba de 400 m vallas en la que llegó a ser subcampeón olímpico en 1956.

## Carrera deportiva
En los JJ. OO. de Melbourne 1956 ganó la medalla de plata en los 400 m vallas, con un tiempo de 50.8 segundos, llegando a meta tras su compatriota Glenn Davis y por delante de otro estadounidense Joshua Culbreath (bronce).